# Rapid-Viertelstunde
Bei jedem Spiel des SK Rapid Wien wird traditionell zu Beginn der letzten 15 Minuten von den Anhängern die Rapid-Viertelstunde eingeklatscht. Nach Überlieferungen soll dieses Einklatschen im Jahr 1919 erstmals erfolgt sein. Tatsächlich ist der Begriff Rapid-Viertelstunde sicher noch einige Jahre älter.
Ein genauer Zeitpunkt für die Geburtsstunde der Rapid-Viertelstunde ist aber kaum festzumachen, da sich dieses Ritual wohl spontan entwickelt hat und keinem fixen Plan folgte. Wahrscheinlich entstand es bereits auf dem Rudolfsheimer Platz, an dem Rapid von 1903 bis 1912 seine Heimspiele austrug. In unmittelbarer Nähe der Rudolfsheimer Kirche könnte auch die dazugehörige Turmuhr in dieses Ritual mit eingebunden worden sein. Das wurde dann 1912 auf die neue Pfarrwiese übernommen, mit der die großen Rapid-Erfolge der nachfolgenden Jahrzehnte untrennbar verknüpft sind.

## Erste Anzeichen
So war Rapid beispielsweise im Jahr 1908 besonders erfolgreich und blieb von März bis Oktober in 19 Spielen in Folge gegen Wiener Teams ungeschlagen. Dabei schrieb das Neue Wiener Tagblatt am 28. September 1908 anlässlich des Spiels der Cricketer gegen Rapid (1:1):„Die Rapidmannschaft [...] setzte zu vehementen Angriffen ein, ihre berühmte Viertelstunde war gekommen, [...]“ – und setzte einige Zeilen später fort: „Die Vermutung, dass Rapid in der zweiten Hälfte, wie schon so oft, das Match im Endspurt für sich entscheiden werde, traf nicht zu.“ Diese Formulierungen deuten bereits auf eine frühzeitige Existenz der Rapid-Viertelstunde hin.
In der ersten Meisterschaftssaison 1911/12 gab es ebenfalls einige Spiele, die erst im Finish entschieden wurden. So erzielte Rapid-Stürmer Gustav Blaha im Meisterschaftsschlager gegen den hohen Favoriten WAF am 29. Oktober 1911 in der 75. Minute den 2:1-Siegestreffer. Das Spiel wurde vier Minuten vor Schluss abgebrochen, aber das Resultat wurde bestätigt.

## Die ersten Meistertitel
Auch im Rückspiel gegen den WAF, am 16. Juni 1912 auf der Pfarrwiese, fiel das Rapid-Tor zum Ausgleich von 1:1 erst zehn Minuten vor Schluss durch Leopold Grundwald. Ebenso beim letzten Meisterschaftsspiel der Saison zwischen Rapid und Cricket am 30. Juni 1912: Bis zur 84. Minute stand es 1:1, ehe Heinrich Krczal und Josef Schediwy noch auf 3:1 stellten und damit den ersten Meistertitel für Rapid fixierten.
Am 17. November 1912 führte der FAC in Floridsdorf im Spiel gegen Rapid bis 15 Minuten vor Schluss mit 1:0. Dann drehten Krczal und Josef Brandstetter mit drei Toren in zehn Minuten das Spiel noch um. Das Fremdenblatt schrieb damals: „Es hätte nicht viel gefehlt und Rapid wäre geschlagen worden. Bis zu Beginn der letzten Viertelstunde hatten die zu schönem Zusammenspiel mit guten Erfolgen arbeitenden Floridsdorfer mit 1:0 die Führung.“
Auch in der Folge entschied Rapid immer wieder Spiele im Finish. Am 1. Dezember 1912 wurde der WAF auf der Pfarrwiese nach 0:1-Pausenrückstand abermals durch ein Tor von Gustav Blaha in der 80. Minute noch mit 2:1 besiegt. Das Spiel gegen den WAC stand 15 Minuten vor Schluss noch 2:2. Endstand 4:3. Im vorletzten Meisterschaftsspiel der Saison verhinderte Leopold Grundwald mit seinem Tor in der Schlussminute zum 2:2 eine Niederlage gegen den WAF. Rapid wurde ungeschlagen Meister 1912/13.

## Nicht immer die letzten 15 Minuten
Immer wieder finden sich in Zeitungen Hinweise auf die berühmte Viertelstunde. Am 22. September 1913 berichtete das Fremdenblatt anlässlich des Spiels Ferencvaros – Rapid: „Nun kommt die Viertelstunde der Wiener in welcher Rapid seine Musterform glänzend demonstrierte.“ Weiter: „Es waren vorbildliche, und was für den schließlichen Ausgang des bedeutenden Spiels von besonderer Wichtigkeit schien, erfolgreiche 15 Minuten.“
Einen weiteren Beweis für die Existenz der Rapid-Viertelstunde liefert das Fremdenblatt dann am 10. Mai 1915 anlässlich des Spiels Rapid gegen FAC: „Die vielerwartete Viertelstunde Rapids, die nahezu zum geflügelten Worte geworden ist, stellt sich ein.“ Wobei hier bemerkenswert ist, dass nicht von der letzten Viertelstunde die Rede war, sondern von einer Viertelstunde zu einem unbestimmten Zeitpunkt – in diesem Fall zu Beginn der zweiten Halbzeit.
Dass die Rapid-Viertelstunde anfangs nicht zwangsläufig am Ende erfolgen musste, zeigt auch folgendes Zitat aus dem Fremdenblatt vom 2. November 1915: „Rapid hat diesmal seine berühmte Viertelstunde auf den Beginn des Spiels verlegt.“ Aber im Allgemeinen verstand und versteht man unter der Rapid-Viertelstunde bis heute die letzten 15 Minuten des Spiels.

## Beispiele für die Rapid-Viertelstunde
Das Neue Wiener Tagblatt berichtet am 9. September 1916: „Erst in der letzten Viertelstunde zeigt sich die Überlegenheit der Hütteldorfer.“ Die gleiche Zeitung schreibt am 13. November 1916 über das Spiel Rapid gegen Sportclub: „Das Endergebnis von 2:0 stellten die Rapid-Spieler erst in ihrer berühmten ‚Viertelstunde‘ her.“ bzw. „Erst in den letzten 15 Minuten des Wettspiels konnten die Dornbacher dem immer schärfer werdenden Tempo nicht mehr ganz folgen und mußten in dieser Zeit die zwei Treffer hinnehmen.“
Im Jahr 1917 war die Rapid-Viertelstunde bereits ein fester Begriff, wie Auszüge aus der Allgemeinen Sportzeitung vom 28. April zeigen. „Der ‚Rapid‘ befolgte der ‚Hertha‘ gegenüber ein von seiner sonstigen Gepflogenheit abweichendes Vorgehen; er spielte nicht ‚auf Warten‘, hob sich nicht sein Bestes auf die ‚letzte Viertelstunde‘ auf, sondern machte es gerade umgekehrt, sicherte sich von Anfang an einen derartigen Vorzug, daß er den Sieg bereits bei Halbzeit vollkommen in der Hand hatte, und ließ dann die Dinge so ziemlich gehen, wie sie wollten.“
Ebenfalls in der Allgemeinen Sportzeitung findet sich ein Bericht über das Spiel Rapid gegen Wacker Wien: „Der „Rapid“ gewann ein Spiel gegen den ‚Wacker‘ mit 4:0, also überlegen, dennoch aber keineswegs leicht. Bis weit über die Pause hinaus betrug der Stand 1:0; die Hütteldorfer blieben auch insofern sich selber treu, als sie zuguterletzt noch einmal ihre ‚letzte Viertelstunde‘ in vollem Glanze hervorkehrten.“

## Die Atmosphäre bei Rapid-Spielen
Neben der Rapid-Viertelstunde weiß das Fremdenblatt 1918 auch einige andere Details über die Atmosphäre bei Rapid-Spielen, hier anlässlich der Partie Rapid gegen Rudolfshügel: „Es war von jeher schwierig, Rapid in einem Meisterschaftsspiel auf dem eigenen Platze niederzuringen. Rapid ist eine Mannschaft, die zähe zu kämpfen versteht, die durch einen gewaltigen Anhang künstlich aufgepeitscht, fast immer in einer berühmten Viertelstunde den Gegner niederzurennen verstand, wobei inmitten des wüsten Lärms und der unglaublichsten Reklamationen gewöhnlich auch der Schiedsrichter um seine Ruhe gebracht wurde.“
Das Spiel gegen Rudolfshügel ging verloren: „Der Sieg wurde gegen eine bis zum Terror gesteigerte Parteinahme des mehrtausendköpfigen Publikums errungen.“

## Ein Teil von Rapid
Abschließend kommt abermals das Fremdenblatt beim Spiel Sportclub gegen Rapid am 21. April 1918 aus Erfahrung zum Schluss: „Allgemein meinte man, daß Rapid jetzt überlegen davonziehen werde und in den restlichen Minuten, also der berühmten Rapid-Viertelstunde, noch einige Treffer erzielen werde.“
Die Tradition hat sich bis heute bewahrt und das Einklatschen der letzten 15 Minuten ist seit über einem Jahrhundert ein fixer Bestandteil jedes Rapid-Spiels und damit untrennbar mit Rapid verbunden.

## Aufnahmeverfahren zum immateriellen Weltkulturerbe
2011 gab es das Bemühen, die Rapid-Viertelstunde in das immaterielle Kulturerbe Österreichs und damit in das immaterielle Unesco-Weltkulturerbe aufzunehmen. Die Österreichische Unesco-Kommission entschied sich nach ernsthafter Diskussion aber gegen eine Aufnahme mit der Begründung, dass es „fraglich sei, ob Manifestationen der Fankultur wirklich als Immaterielles Kulturerbe zu sehen sind.“